# San Pio V (församling)
San Pio V är en församling i Roms stift, belägen i quartiere Aurelio och helgad åt den helige påven Pius V (1566–1572). Församlingen upprättades den 10 december 1951 av kardinalvikarie Clemente Micara genom dekretet Quo aptius atque.

Församlingen förestås av stiftspräster.
Till församlingen San Pio V hör följande kyrkobyggnader och kapell:
- San Pio V, Largo San Pio V 3
- Santa Maria del Riposo, Via Aurelia 327
- Santa Maria della Visitazione, Via di Torre Rossa 21
- Cappella Clinica Nostra Signora del Sacro Cuore, Via di Torre Rossa 21
- Cappella Ospizio Margherita di Savoia, Via del Casale di San Pio V 48

## Institutioner inom församlingen
- Ufficio Nazionale per la Pastorale della Salute della C.E.I.
- Collegio Internazionale «Guido Maria Conforti»
- Collegio Internazionale «Leone Dehon»
- Collegio Sacerdotale Altomonte
- Istituto «San Giovanni Battista»
- Pontificio Collegio San Paolo Apostolo
- Pontificio Collegio Spagnolo di "San Giuseppe"
- Pontificio Istituto di Musica Sacra

## Bilder
| - Kyrkan Santa Maria del Riposo. |